# BLU-109

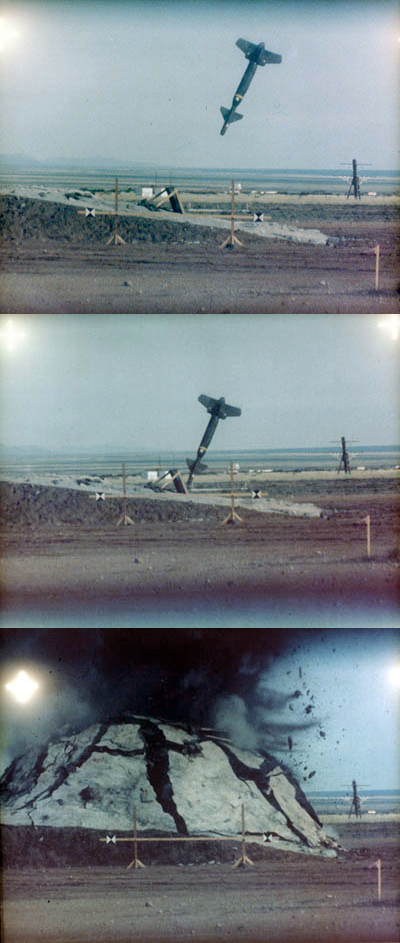
Eine GBU-24 Paveway III mit einem BLU-109-Penetrator trifft das Ziel

Der BLU-109 (Bomb Live Unit) ist ein gehärteter Penetrationsgefechtskopf. Er wurde zuerst für freifallende Bomben entwickelt, später aber auch für gelenkte Bomben oder Lenkflugkörper eingesetzt. Die Entwicklung lief unter der Projektbezeichnung HAVE VOID und erfolgte ab 1985 durch die Lockheed Missiles & Space des US-amerikanischen Lockheed-Konzerns. Er wurde zuerst von Flugzeugen der US Air Force eingesetzt.

## Entwicklung, Aufbau und Einsatz
Der BLU-109 wurde entwickelt, um massive gehärtete und eingegrabene Ziele (englisch Hard and Deep Buried Targets, kurz HDBTs) wie Bunker oder gehärtete Unterstände punktgenau zu zerstören. Die Forderung der Air Force war der Durchschlag von bis zu 1,8 Meter Stahlbeton und Zündung mittels Verzögerungszünder, um die Bombe nach dem Durchschlag innerhalb des Ziels zur Explosion zu bringen.
Das Gehäuse der BLU-109 wurde von der National Forge Company (NFC) gefertigt und dann an Lockheed geliefert, die den Gefechtskopf aufbauten. Der verwendete insensitive Sprengstoff war PBXN-109.
Der Sprengkopf dient dabei als Rüstsatz für konventionelle oder gelenkte Bomben, wie der Paveway in den Varianten GBU-24A/B Paveway III, GBU-24B/B Paveway III  und GBU-27/B Paveway III, der GBU-15 oder für den Lenkflugkörper AGM-130.
In der Zwischenzeit wurde der Gefechtskopf zur BLU-109/B, auch I-2000 genannt, weiterentwickelt. Die B-Version hat ein 2,54 cm (1 inch) dickes Gehäuse aus hochlegiertem Stahl, das aus einem Stück geschmiedet wird, und ist mit 243 kg hochbrisantem Tritonal gefüllt. Sie verwendet einen mechanisch-elektrischen Zünder vom Typ FMU-143. Die B-Versionen werden seit 1992 nicht mehr von Lockheed, sondern von der NFC hergestellt. Während die Versionen der US Air Force die Bezeichnung BLU-109/B tragen, werden die US Navy-Varianten als BLU-109A/B bezeichnet.
Die Bombe kann an den standardisierten NATO 762-mm-Aufhängepunkten zahlreicher Kampfflugzeuge eingesetzt werden.

## Verwendung
- JDAM: GBU-31
- Paveway: GBU-24A/B Paveway III, GBU-24B/B Paveway III, GBU-27/B
- GBU-15
- AGM-130